# 杨童舒
杨童舒（1975年5月7日—），原名杨柳，中国女演员，毕业于吉林省艺术学院。

## 人物
1992年开始參與演出，1998年改名为杨童舒。代表作有电视剧《太平天国》饰演傅善祥、《至尊红颜》饰徐盈盈及《汉武大帝》饰平阳公主。2000年10月1日—2001年10月1日主持中央电视台《影视同期声》，一度接替李静主持《超级访问》。
杨童舒热心公益事业。2005年由本人牵头成立了“舍予爱心基金”，旨在帮助贫困学生和母婴群体。2015年，杨童舒担任“中国儿童电影公益基金”的形象大使。

## 电视剧作品
| 年     | 劇名                         | 角色           |
| 1994年 | 《错在重逢》                 | 方惠、杨灵     |
| 1995年 | 《咱爸咱妈》                 | 乔佳冰         |
| 1996年 | 《叶赫那拉公主》             | 阿珠公主       |
| 1996年 | 《东周列国战国篇》           | 子夷           |
| 1997年 | 《风流唐伯虎》               | 公主           |
| 1997年 | 《汉武帝》                   | 卫长公主       |
| 1997年 | 《玉人箫》                   |                |
| 1998年 | 《太平天国》                 | 傅善祥         |
| 1999年 | 《少林七嵌》                 | 四嵌           |
| 2000年 | 《都市情感》                 | 倪小萌         |
| 2000年 | 《我想嫁给你》               | 小翠           |
| 2001年 | 《被告》                     | 白雪芳         |
| 2002年 | 《秋潮向晚天》               | 关纯美         |
| 2002年 | 《白色陷阱》                 | 钟美           |
| 2002年 | 《草民县令》                 | 方柔           |
| 2002年 | 《十八岁的天空》             | 魏琳           |
| 2002年 | 《冼夫人在海南》             | 冼夫人         |
| 2003年 | 《城市女人心》               | 夏雪晴         |
| 2003年 | 《至尊红颜》                 | 徐盈盈         |
| 2004年 | 《悲情红与黑》               | 季嫣然         |
| 2005年 | 《汉武大帝》                 | 平阳公主、金俗 |
| 2005年 | 《欲望旅程》                 | 徐珊           |
| 2005年 | 《十月怀胎》                 | 袁琪           |
| 2005年 | 《等你说爱我》               | 徐可慧         |
| 2005年 | 《妈妈再爱我一次》           | 蒋安雯         |
| 2005年 | 《离婚女人》                 | 陈香           |
| 2005年 | 《窗外有张脸》               | 韩馨           |
| 2006年 | 《男人养家》                 | 肖明依         |
| 2006年 | 《接触》                     | 林白           |
| 2006年 | 《别忘了爱自己》             | 安心           |
| 2006年 | 《月缺》                     | 吴萍           |
| 2006年 | 《雪狼》                     | 赵一曼         |
| 2006年 | 《市委书记》                 | 张丽           |
| 2007年 | 《撞车》                     | 苏静           |
| 2007年 | 《终极记忆》                 | 吴萍           |
| 2008年 | 《家有公婆》                 | 韩珊           |
| 2009年 | 《中国式亲情》               | 戴金霞         |
| 2009年 | 《缉毒先锋》                 | 杜丽           |
| 2011年 | 《一生守护》                 | 赵雪           |
| 2011年 | 《心远》(2008年拍攝)         | 陈天文         |
| 2012年 | 《像兄妹一样手拉手》         | 李红           |
| 2012年 | 《缉毒精英》                 | 陶春           |
| 2012年 | 《烽火英雄》又名《枪林弹雨》 | 吴媚           |
| 2013年 | 《小鬼子走着瞧》             | 唐玉茹         |
| 2013年 | 《天下人家》                 | 顾琳           |
| 2013年 | 《同心兄弟》                 | 夏雪           |
| 2016年 | 《彭德怀元帅》               | 浦安修         |
| 2016年 | 《战火红颜》                 | 方兰           |
| 2016年 | 《二姐黄大妮》               |                |
| 2017年 | 《熟男养成记》               | 沈美琪         |
| 2017年 | 《星光灿烂》(2013年拍攝)     | 董哲           |
| 2018年 | 《阳光警察》(2013年拍攝)     | 徐教官 (客串)  |
| 2018年 | 《黄土高天》                 | 方黎明(客串)   |
| 2019年 | 《山月不知心底事》           | 何惠英         |
| 2019年 | 《极限17：羽你同行》(網絡劇) | 陈琳           |
| 2019年 | 《外交风云》                 | 王光美(客串)   |
| 2019年 | 《都是一家人》               | 薛梅(客串)     |
| 2020年 | 《还没爱够》                 | 璇姐(客串)     |
| 2020年 | 《以家人之名》               | 陈婷(客串)     |
| 2021年 | 《理想照耀中国》             | 林鸣母亲       |
| 2021年 | 《机智的恋爱生活》(網絡劇)   | 任玥           |
| 2021年 | 《我和我的时光少年》(網絡劇) | 林文芳         |
| 2021年 | 《上游》                     | 李曉紅         |
| 2021年 | 《香山叶正红》               | 宋庆龄         |
| 2021年 | 《女心理師》                 | 傅棠           |
| 2022年 | 《贺顿的小可乐》(網絡劇)     | 傅棠           |
| 2023年 | 《许你万家灯火》             | 陆云铮         |
| 2023年 | 《雪莲花盛开的地方》         | 周院长         |
| 2023年 | 《惊天岳雷》(2015年拍攝)     | 梁红玉         |
| 2023年 | 《泳往直前》                 | 郝笛           |
| 2024年 | 《阿麦从军》(網絡劇)         | 盛华长公主     |
| 2024年 | 《猎罪图鉴2》(網絡劇)        | 冯晓雯         |
| 2025年 | 《我的后半生》               | 连亦怜         |
| 待播   | 《爱情有烟火》               |                |
| 待播   | 《百花杀》                   |                |
| 待播   | 《良陈美锦》                 | 纪晗           |
| 待播   | 《风月不相关》               | 澧皇后         |

## 電影作品
- 《朝阳门》
- 《人间真情》
- 《冬日细语》
- 《鹤童》
- 《竞选村长》
- 《给你点儿颜色》
- 《命运有数》
- 2017《一輩子的姐弟》
- 2022《九妹》
- 2022《世界唯一一个你》
- 2024《红楼梦之金玉良缘》